# Spitz tedesco
Lo spitz tedesco è un cane molto antico, forse discendente dal lupo e pertanto della sottospecie Canis lupus familiaris. La vecchia classificazione di origine come diretto discendente del Canis familiaris palustris rutimeyer, che sarebbe vissuto nelle torbiere nell'Età della pietra, è del tutto errata, discendendo appunto il cane dal Canis lupus e non da Canis familiaris, inesistente in natura. I nomi tedeschi delle diverse varietà sono: Wolfspitz (gigante), Grossspizt (grande), Mittelspitz (medio), Kleinspitz (piccolo) e Deutscher Zwergspitz (nano). 		
Gli spitz tedeschi hanno pelo liscio e soffice, con coda folta a pennacchio. Sono di carattere allegro e affettuosi con il padrone, ottimi cani da compagnia e, nelle varietà di dimensioni maggiori, da guardia. Sono facilmente addestrabili e robusti.

## Aspetto generale
Tutti gli spitz tedeschi sono caratterizzati dal pelo liscio e soffice; ricco di sottopelo. Hanno un fitto collare intorno alla testa e un folto pennacchio sulla coda. Il pelo necessita di attenzioni e di cure, in particolare per i soggetti da show.

## Carattere
Sono cani molto affettuosi e molto amorevoli con il proprio padrone. Cani tranquilli e gioviali, ma piuttosto riservati con gli estranei. Si tratta soprattutto di cani da compagnia, e, le varietà di taglia più grande, hanno una spiccata attitudine alla guardia. Essendo molto intelligenti, sono facilmente addestrabili. Sono degli ottimi compagni per i bambini e, contrariamente ad altre razze, si adattano bene anche ad ambienti rumorosi. Sono cani che tendono ad ingrassare con una facilità estrema, perciò la persona che ne ha cura deve sempre stare attento all'alimentazione. Sono cani robustissimi. Gli spitz di taglia più piccola sono “cani da appartamento”, ma quelli di taglia più grande possono benissimo vivere anche in giardino.

## Standard
- Altezza:  per quelli di piccola statura 23-29 cm, per quelli di media 30-38 cm al garrese.[2]
- Tronco: il tronco è piuttosto compatto, ma ben proporzionato. Da notare le ottime muscolari.
- Testa e muso: la testa ricorda quella della volpe. Fronte larga e rotonda. Il muso non è molto lungo e partendo dal cranio si assottiglia verso la punta del naso.
- Tartufo: il tartufo deve sempre essere di colore nero.
- Denti: la dentatura deve essere sempre completa e corretta.
- Collo: collo eretto e ben inserito.
- Orecchie: erette e triangolari.
- Occhi: a mandorla.
- Arti: sono di media lunghezza, in giusta proporzione con il tronco, che sta nel quadrato, e in perfetto appiombo.
- Muscolatura: di buono sviluppo.
- Coda: portata graziosamente arrotolata sul dorso (una delle caratteristiche fondamentali della razza).
- Pelo: liscio e soffice, ricco di sottopelo; fitto collare intorno alla testa e folto pennacchio sulla coda.
- Colori ammessi: dipende dal tipo.
- Difetti più ricorrenti: cane alto sugli arti, movimento scorretto, retrotreno difettoso, difetti di dentatura, monorchidismo, criptorchidismo, testa non simile a quella della volpe, orecchie portate male, tartufo depigmentato, unghie chiare, occhio chiaro, angolazioni eccessive o poco visibili, carattere timido, obesità.